# Ermita de San Luis Beltrán (Buñol)
La ermita de San Luis Bertrán se halla ubicada en el parque de San Luis, al final de la calle del mismo nombre, en el municipio de Buñol,  localidad de la provincia de Valencia, España. Es Bien de Relevancia Local con identificador número 46.18.077-009.

## Localización
El parque de San Luis presenta una estructura en alameda que cuenta con acacias de gran edad. El paraje se encuentra rodeado por pequeñas montañas. El parque cuenta con abundancia de agua, un manantial natural con estanque y una fuente con cuatro caños. Se construyó un gran anfiteatro con auditorio para las funciones de las dos bandas de música de Buñol. Durante la construcción del anfiteatro se encontró un abrigo arqueológico del Paleolítico Medio del que se rescataron algunos restos significativos, testimonio de la antigüedad del poblamiento de estas tierras.

## Descripción
La ermita de San Luis es un pequeño edificio neogótico que consta de una pequeña nave con bóveda de crucería y un altar. La nave se cubre con cubierta de dos aguas de teja arábe, en su frontis destaca la elevada fachada enfoscada y encalada, de culminación triangular flanqueado por dos pináculos. La portada de acceso, de madera, presenta un arco apuntado decorado en su exterior por yeserías que lo transforman en un artificioso arco conopial enmarcado en un recuadro de finas tracerías góticas, sobre el que se observa un óculo que da luz al interior de la nave. Se dice que fue diseñada por José Brel, pintor valenciano y miembro de la Academia de San Carlos.
El pequeño templo es de estilo historicista neogótico. Su cubierta es a dos aguas. La campana se encuentra en una espadaña alzada sobre el hastial posterior, pegada a la roca. El interior está marcado por el desnudo de sus paredes de sillería, en las que se abren dos ventanas góticas a los lados. La nave está marcada por los cuatro tramos de las bóvedas de crucería, ampliada en 1981 al suprimir los Clavarios la sacristía para a alargar la nave de dos cruceros, colocando al fondo una cristalera emplomada que sirve de hornacina y altar, sobre el que está la imagen venerada de San Luis Bertrán, realizada por José Bodria. La imagen sigue la tradicional representación del santo. Rostro enjuto y paladio tal y como lo retrató Juan Sariñena en el momento de su muerte. Portaba aureola de plata y hábito blanco y negro. Mientras que con una mano sujeta la Biblia, símbolo de su papel evangelizador, con la otra porta el cáliz, recuerdo del famoso milagro del frustrado intento de envenenamiento que sufrió de misionero en Colombia.

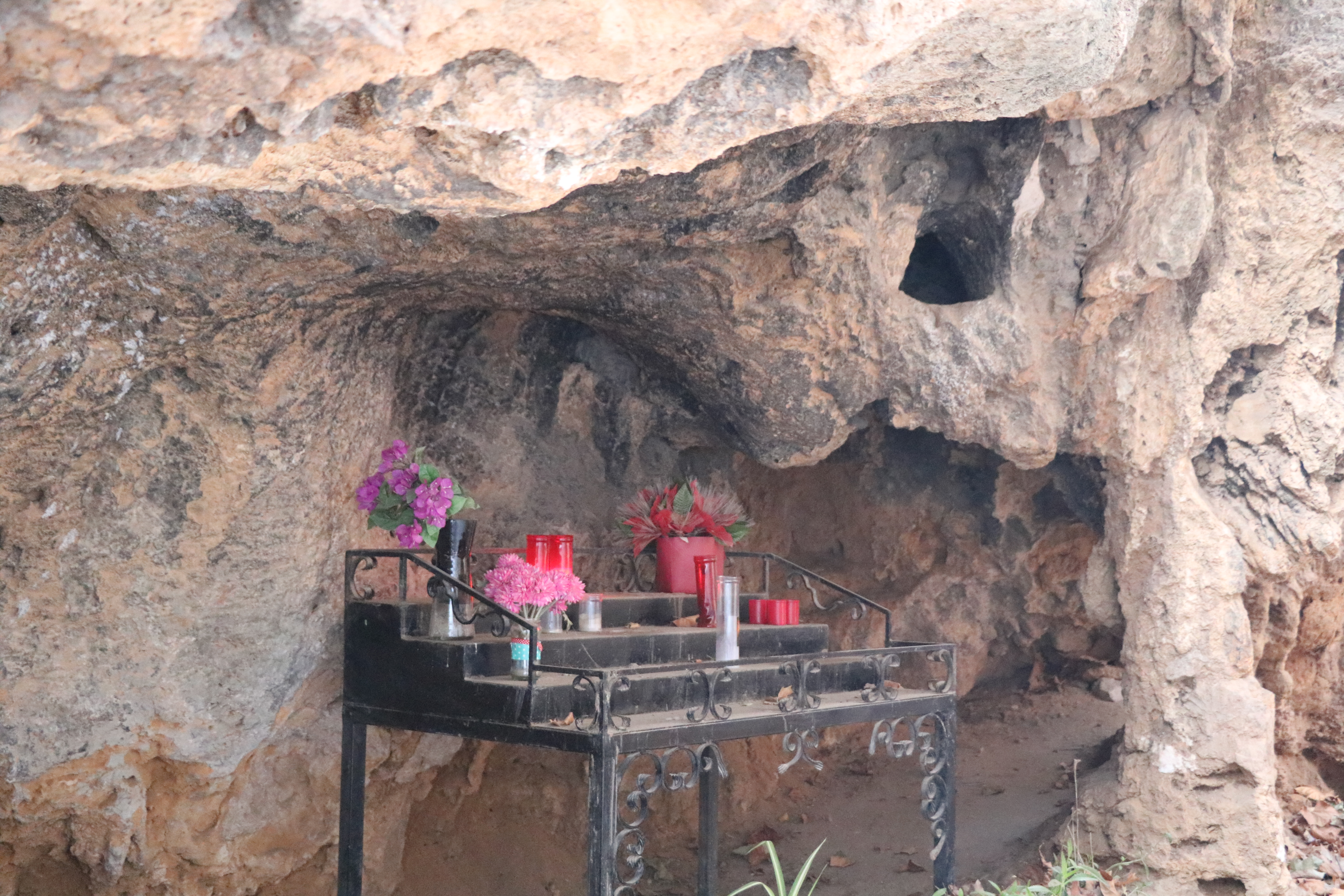
Cueva de San Luis Bertrán
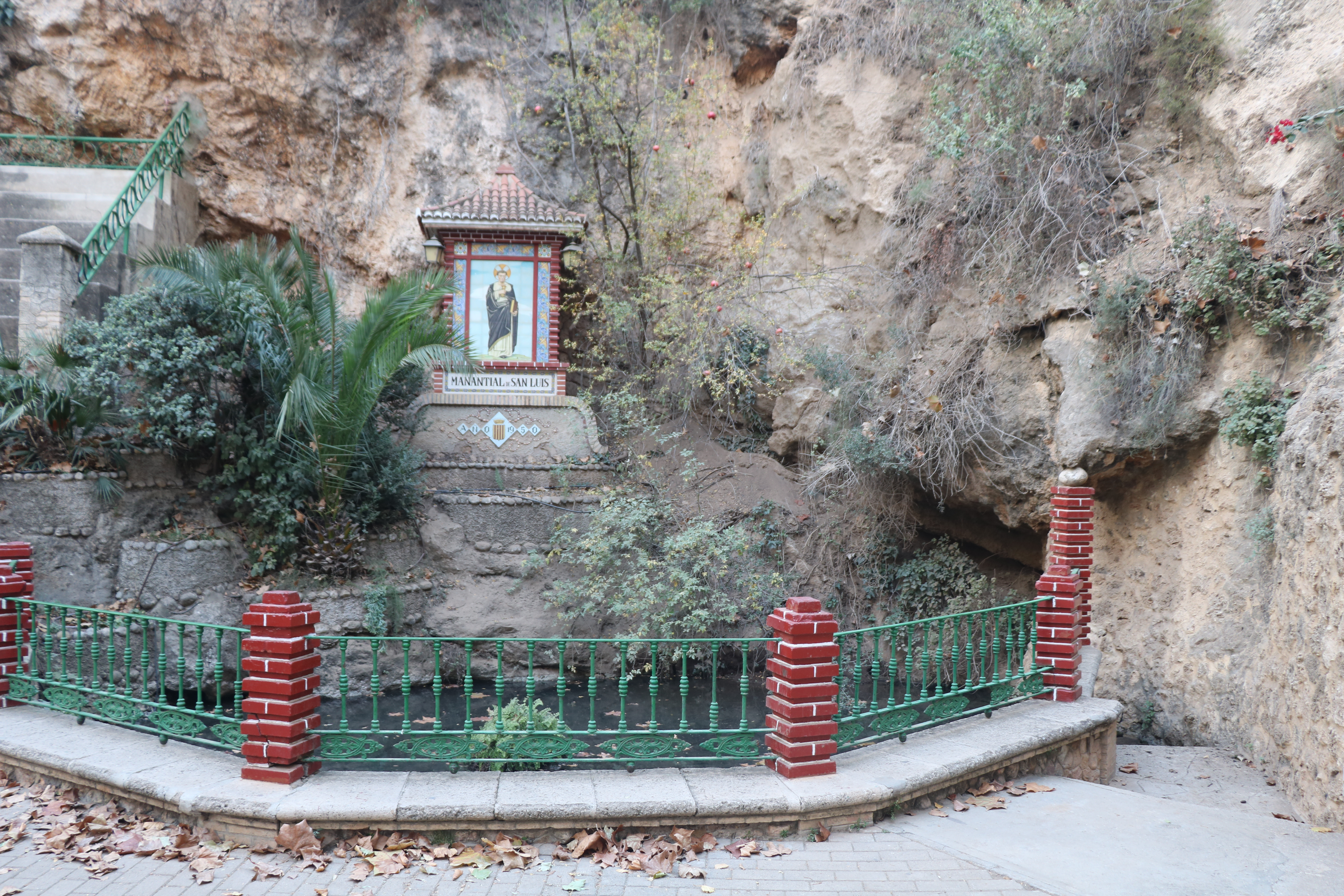
Manantial de San Luis Bertrán
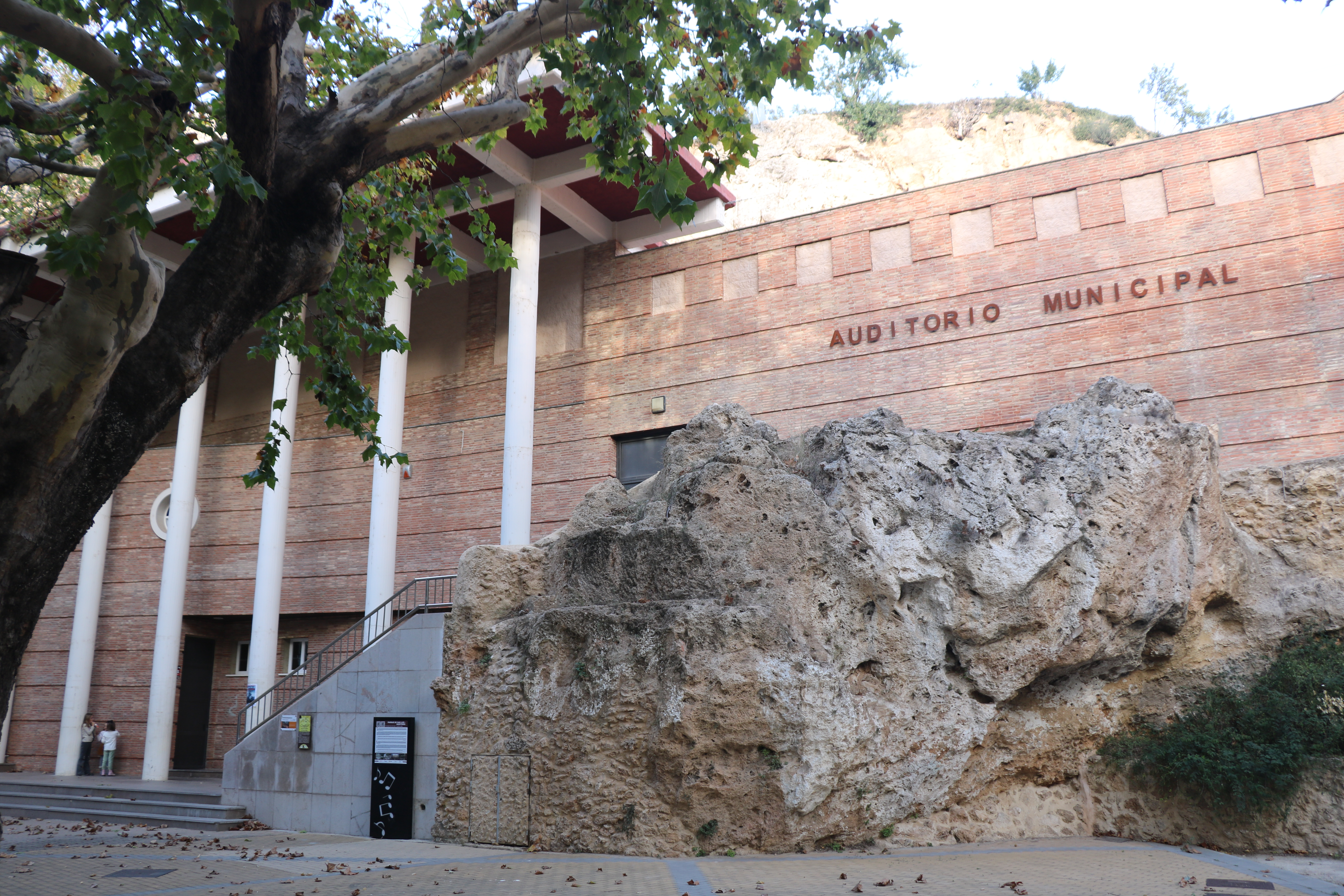
Auditorio Municipal de Buñol
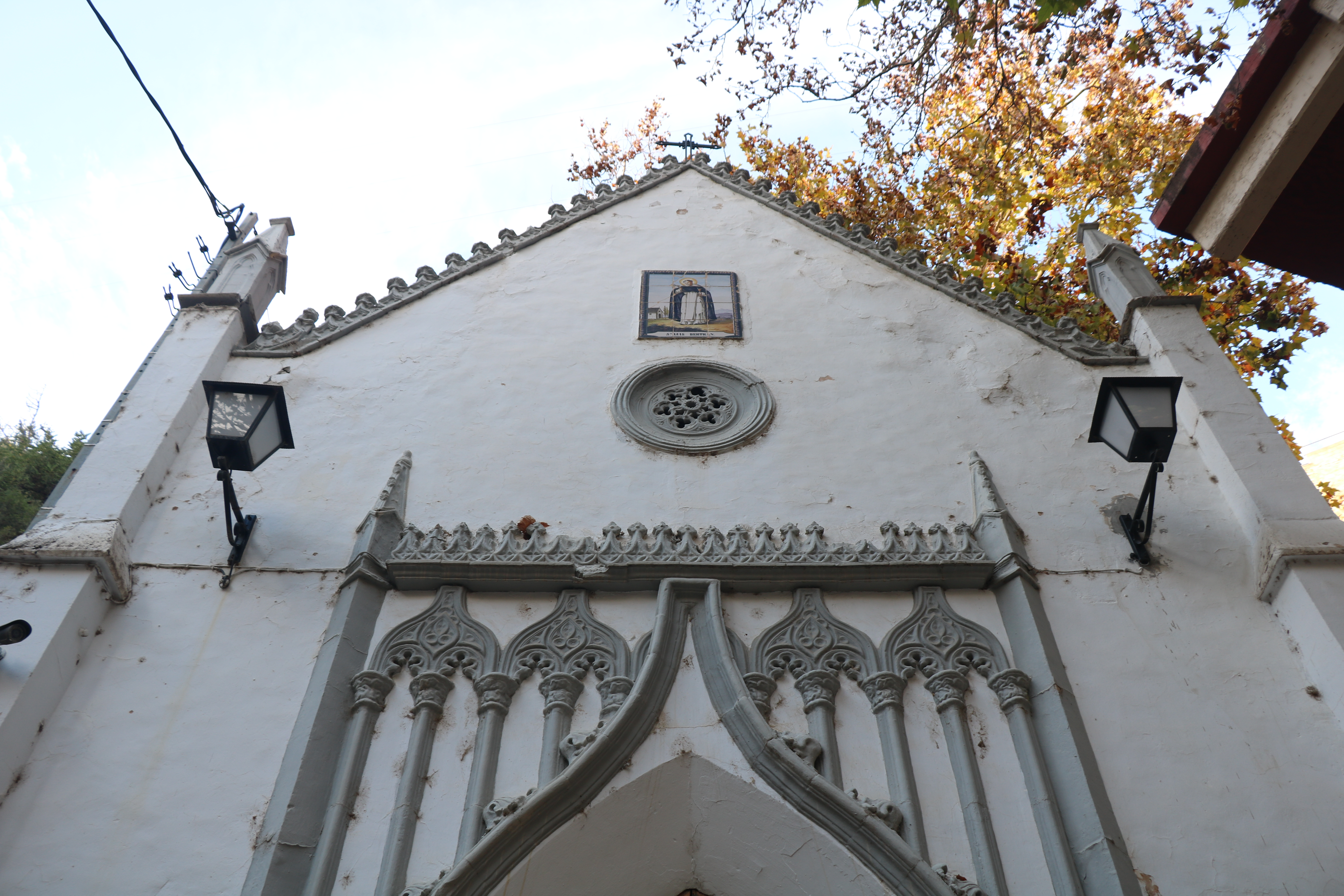
Detalle de la fachada
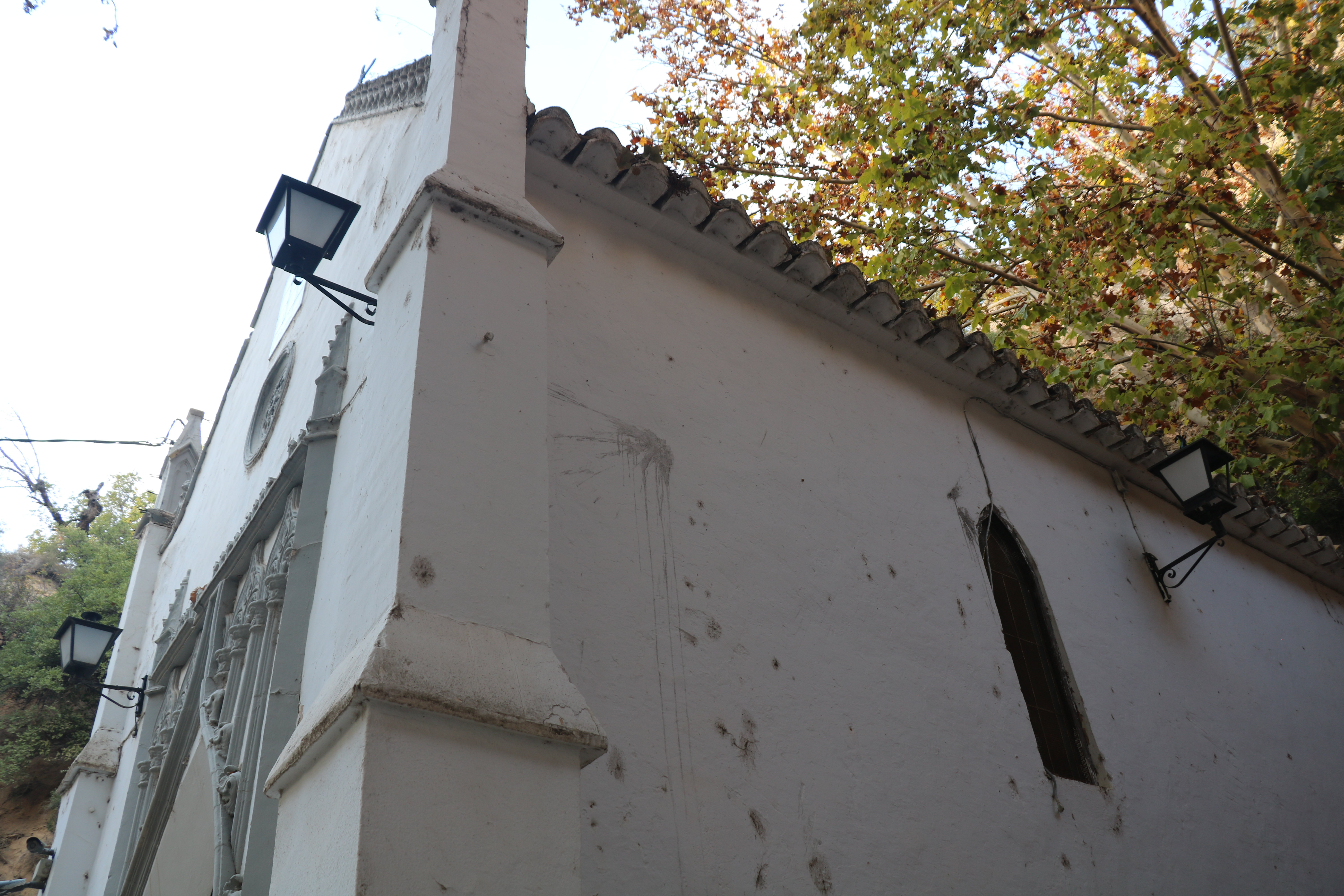
Detalle del lateral
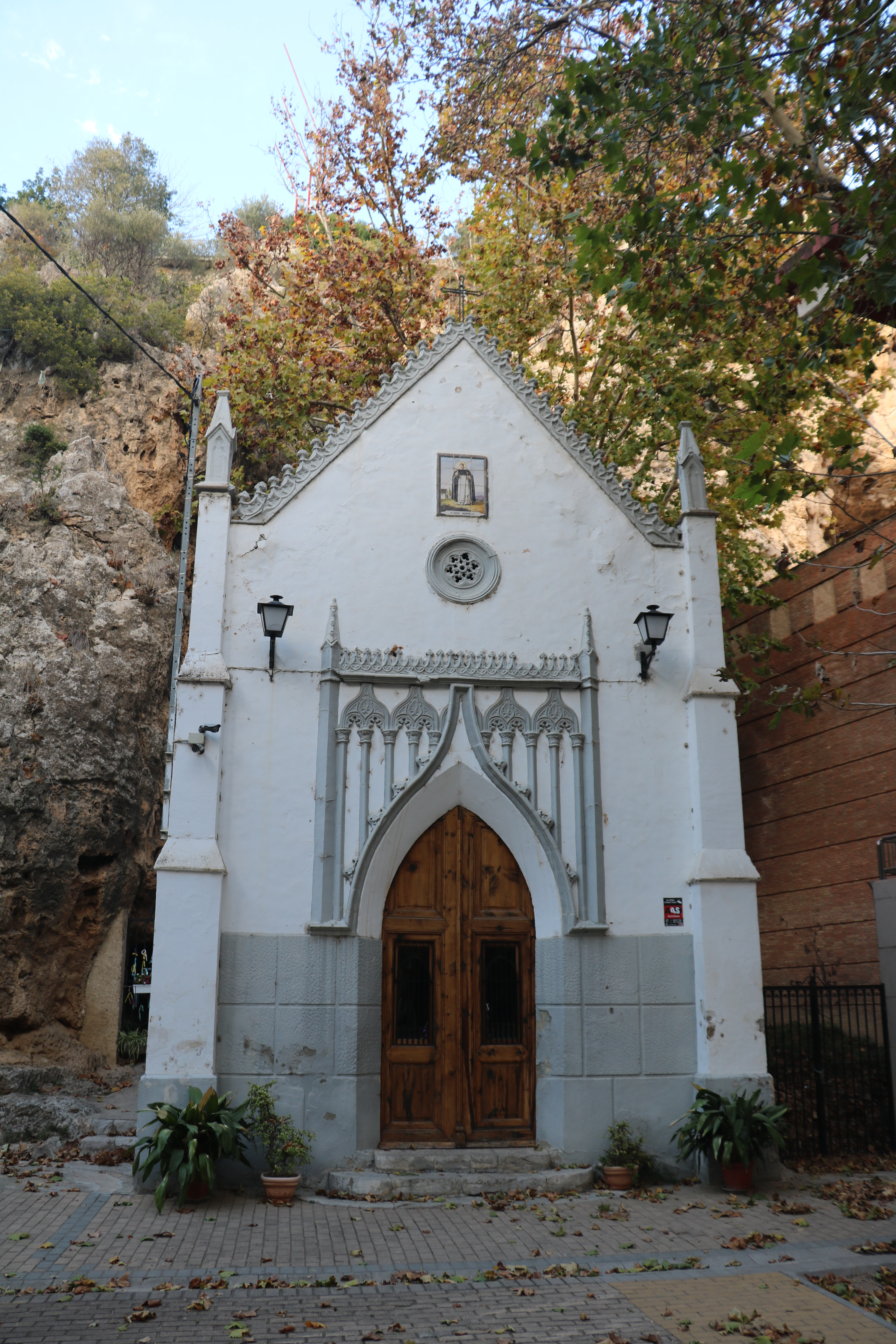
Fachada de la ermita

## Historia
La ermita de San Luis Bertrán, santo dominico valenciano beatificado el 19 de julio de 1608 y canonizado el 12 de abril de 1671 por Clemente X. Santo relacionado con el culto del pueblo de Buñol a quien convirtió en su patrón, y que visitó la población en 1541 y en 1555. Según algunos cronistas indican que ya existía en ese mismo lugar un cenobio eremítico perteneciente a la orden del San Juan de Jerusalén, que desde su fundación había sido un importante centro de peregrinación.
Al parecer la actual ermita sustituye a otra mucho más antigua que estaba situada en ese mismo lugar. Según la tradición la antigua ermita fue construida en el último tercio del siglo XVIII y de ella nada se conserva al quedar totalmente arruinada a causa de una gran inundación. Esta afirmación proviene del dato de que al derruirse lo poco que quedaba del edificio se encontró entre los restos de la bóveda una moneda de plata de veinte reales con el busto de Carlos III y fecha de 1777. Esta antigua ermita era de forma hexagonal y albergaba una imagen dieciochesca de María Magdalena que según dicen sobrevivió a la inundación y  que desapareció en la Guerra Civil.
El culto a San Luis Bertrán fue impulsado en Valencia, de forma temprana, desde su muerte en 1581, especialmente cuando la iglesia de Santo Domingo de Valencia se puso bajo su advocación después de una epidemia de peste. 
San Luis Bertrán, tras peregrinar a Santiago de Compostela decide ingresar en el Noviciado de Dominicos de su ciudad natal, recibiendo con 18 años el hábito blanco y negro de la orden de los predicadores. En 1547 es ordenado sacerdote y enviado al convento de Santa Cruz de Llombay. En 1549 es nombrado Maestro de novicios y de estudiantes del Noviciado de Valencia. donde defiende el ideal dominicano. Tras el episodio de la epidemia de peste en Valencia marcha al convento de Santa Ana en Albaida, y en 1555 visita Buñol. Según la tradición marcha desde Valencia hacia Buñol a pie. Su viaje está fundamentado en la evangelización de la población morisca de Buñol. Ya que en esos momentos solo había cinco familias cristianas, oriundas de Mallorca. Quería predicar la fe de forma sencilla y popular, a través del ejemplo de la vida ascética. Era conocida su devoción al crucifijo, junto al que aparece representado en multitud de ocasiones. Durante su estancia en Buñol dormía en el suelo en el rincón de una cueva del actual paseo. Parece ser que esta antigua ermita, lugar de peregrinación de los buñolenses, estaba relacionada con su hagiografía popular que contaba que el santo, en su juventud, fue una o dos ocasiones a refugiarse a Buñol, donde llevaba una vida dedicada a la meditación y contemplación. La primitiva ermita fue destruida el 17 de septiembre de 1875 cuando se desbordó el barranco del Ripoll.
La hagiografía popular sostiene que el lugar está bendecido por el santo y que dicho manantial siempre mantiene constantes sus aguas gracias a él. Además es ferviente la creencia en el pueblo de que cada vez que sale el paso del santo en los días de verano, siempre llueve o como mínimo está nublado. Por esto mismo se dice que a Buñol nunca le faltará el agua.